# Heksen en zo
Heksen en zo is een verhalenbundel uit 1964 van Annie M.G. Schmidt. Het boek bevat meerdere korte verhalen met sprookjesachtige thema's.

## Inhoud
SpikkeltjeEen koning en een koningin willen zo graag een kindje, en gaan bij een heks te rade. Die geeft hun een eitje waaruit een klein meisje komt. Omdat ze drie zwarte spikkeltjes heeft noemt iedereen haar Spikkeltje. De heks geeft het koppel wel de raad mee haar nooit in de herfst buiten te laten. Op een dag gebeurt dit toch, en Spikkeltje verandert in een lijster en vliegt naar het zuiden. Een prins weet uiteindelijk raad, zodat de koning en koningin hun dochter terugkrijgen, compleet met schoonzoon.
Het lucifersdoosjeGijsbert erft een bijzonder lucifersdoosje van zijn vader. Als hij 'Dr in' zegt dan kan hij een voorwerp, hoe groot ook, erin laten verdwijnen. En zegt hij 'Psst' dan komt het eruit. Gijsbert maakt hier gebruik van om een huis, eten en zelfs een vriendin te stelen. Uiteindelijk komen er problemen: eerst probeert de melkboer het doosje te stelen, vervolgens wil de vader van het meisje wraak nemen. Het doosje gaat vervolgens kapot doordat Gijs deze man in het doosje wenst terwijl er al wat anders in zat; er konden nooit twee dingen tegelijk in het doosje. Hierna mag Gijs echter wel met het meisje trouwen, dus alles komt toch nog goed.
De reus en de draakEen prinses is ontvoerd door een reus en wordt bewaakt door een draak. De dapperste ridders falen. Het is uiteindelijk Joris, een doodgewone jongen, die met niets meer dan wat krijtjes en zijn gezonde verstand de reus en de draak weet te overwinnen.
Roel-met-gevoelBij de doop van prins Roel verklaart tante Oena, die toverkracht bezit, dat de ouders een wens voor Roel mogen doen, die ze zal vervullen. De ouders wensen dat Roel een goed hart heeft en aan anderen zal denken, meer nog dan aan hemzelf: Roel-met-gevoel. Prins Roel blijkt inderdaad een zeer goed kind. Al zijn speelgoed geeft hij weg, hij huilt om alles en iedereen, hij trouwt uit medelijden met Iezabel, de lelijkste vrouw van het land. Hij laat alle misdadigers en wilde dieren vrij omdat hij het zo zielig vindt dat ze gevangenzitten. En aan de grens staat de vijand klaar om het land te veroveren en Roel wil er niets aan doen. Iezabel blijkt echter behalve lelijk ook erg slim, en ze gaat naar Oena met de vraag Roel een tikje slechter te maken. Vanaf dat moment wordt Roel een koning die weliswaar aan anderen denkt, maar ook krachtig kan optreden: Roel-met-een-doel.
Het hemelse trompetjeIn de hemel verliest een engeltje zijn trompetje, dat naar de aarde valt. Een jongetje vindt het en ontdekt hoe hemels mooi het klinkt. Het jongetje wordt hierdoor beroemd als wonderkind maar het gaat hem al snel vervelen, terwijl het engeltje diepbedroefd is over het verlies van zijn trompetje. Een oudere engel weet uiteindelijk zowel het engeltje als het jongetje te helpen.
Kwade gedachtenEen prins moet trouwen van zijn vader, maar het mag alleen een meisje zonder kwade gedachten zijn. De kamerheer kan kwade gedachten namelijk zien, als insecten die om de hoofden cirkelen. Ieder meisje heeft kwade gedachten. Hij wijst ze allemaal af, op het laatste meisje na, dat helemaal geen gedachten heeft. De prins gaat met haar trouwen, maar tijdens een boottochtje ontmoet hij een meisje dat hij helemaal het einde vindt, en stelt haar voor aan zijn vader. Maar die vindt het meisje te armoedig en bovendien ziet de kamerheer een grote hommel. Het meisje geeft toe dat ze dacht wat een dwaze koning de koning moest zijn als hij iets geeft om wat de mensen zullen zeggen! 'Beter dan helemaal geen gedachten' zegt de prins, en hij trouwt met zijn meisje.
De diepvriesdamesEen kapper bekijkt iedere maandagmiddag als hij vrij is een bezienswaardigheid. Op een dag besluit hij het koelhuis te bezoeken, waar vis wordt bewaard. Hij verdwaalt en raakt onderkoeld en denkt dat hij zal doodvriezen. Dan ontwaakt hij ineens in een prachtig land dat geheel bestaat uit sneeuw en ijs. Zijn tante Frigitte, die door het ijs is gezakt toen de kapper acht jaar was, is er ook en leidt hem rond. Het land wordt bewoond door spierwitte diepvriesdames en de mannen zijn sneeuwmannen met kooloogjes. Sorbet, een van de dames, vertelt de kapper dat Frigitte hem nooit meer wil laten gaan en hem in een sneeuwman wil veranderen. Ze ontsnappen samen via een tunnel terug naar het koelhuis. In de gewone wereld blijkt het echter veel te warm voor Sorbet, en ze smelt volledig weg. Wanneer de kapper vervolgens zijn ijskast opent, blijkt zijn tante Frigitte hierin te zitten en ze wil hem mee terugnemen naar het land van de diepvriesdames. De kapper kan zich nog net losrukken en verkoopt zijn ijskast. Sindsdien haat hij alle eten dat uit de diepvries komt.
De miesmuizersSommige mensen in het dorp klagen altijd over alles, de zogenaamde miesmuizers. Op een dag vraagt een vreemd dun dametje aan de schillenman of hij soms een fluitje heeft gevonden. De schillenman vindt het fluitje tussen zijn schillen en blaast er vervolgens op, met als gevolg dat alle miesmuizers aan een onzichtbaar touw naar zijn schillenschuit worden getrokken. Daar moeten ze blijven en ze zijn gedwongen schillen te eten. Maar de andere mensen in het dorp missen hun miesmuizers toch wel, en op advies van het dunne dametje fluit de schillenman het wijsje dat hen bevrijdt. De miesmuizers hebben hun lesje geleerd en klagen niet meer. Dit verhaal is een bewerking van de musical Fluitje van een cent uit 1960.
Het beest met de achternaamEen koninkrijk wordt geteisterd door het beest met de achternaam, 'het beest Van Dalen'. Dit is een enorm woest monster, zo groot als een olifant. Wie het vangt krijgt de helft van het koninkrijk en mag met de prinses trouwen. Een boerenmeisje, Pietepeut genoemd omdat ze zo klein is, ontdekt dat het beest gevoelig is voor treurige liedjes, en weet zo het beest te vangen. Ze krijgt het halve koninkrijk, mag met de prins trouwen en zingt iedere dag voor het beest.
Vreemde juffrouw BokDe burgemeester wil de huizen in de Stoofstraat slopen omdat er een hotel komt. Als mevrouw Bok die er woont protesteert, weigert de burgemeester te luisteren en zegt dat ze maar in een muizenhol moet wonen. Mevrouw Bok zegt dat hij zelf maar beter een muizenhol kan zoeken, en wanneer ze weg is, verandert de burgemeester in een muis. Na een zwerftocht waarbij hij twee boeven betrapt komt hij uiteindelijk terecht in mevrouw Boks huis in de Stoofstraat, waar hij weer in een mens verandert. De boeven worden gepakt en natuurlijk wordt de Stoofstraat niet afgebroken.
De maarschalk die zijn oor te luisteren legdeEen wrede koning heeft een maarschalk die zijn oor kan afschroeven en te luisteren kan leggen bij onderdanen. De volgende dag schroeft hij het weer op en luistert naar wat het oor heeft opgevangen. Wanneer betreffende mensen kwaad over de koning hebben gesproken worden ze direct opgepakt. Op een dag legt de maarschalk zijn oor te luister bij de berenman omdat de prinses hem net iets te aardig vond. De prinses waarschuwt de berenman met een postduif en de man laat de beer het oor opeten. De koning wordt afgezet en de berenman wordt koning en trouwt met de prinses.
Het neurievolkjeLiefje woont op de hoogste verdieping van een flatgebouw. Op een dag gaat ze naar beneden maar de lift brengt haar naar een ondergronds rijk waar het neurievolkje woont, een soort elfen die neuriën en geregeerd worden door hun koning Mimander, die Liefje als bruid wil. Ze haten herrie, en zijn bij iedere lawaaiige uitvinding 50 meter dieper de grond in gezakt. Iedere dag daalt Liefje af en iedere dag vraagt Mimander haar ten huwelijk. Ze zegt, bedwelmd door het mooie geneurie van het volkje, bijna ja, als haar broer haar redt door zijn transistorradio keihard aan te zetten. Liefje en haar broer gaan terug naar boven en het neurievolkje is 50 meter dieper weggezakt.
Lakentje met een kroontjeEen oude ooievaar, Frederiks, bezorgt een kindje bij de hertog van Organzia, maar vliegt in een sneeuwstorm tegen de torenspits. Het kind, in een lakentje met een kroontje, valt bij de bakker in het deeg. Omdat de bakker en zijn vrouw het zo lief vinden houden ze het, ook al looft de hertog 100.000 gulden uit. Maar Pieter, de bakkersknecht, ontdekt het lakentje met het kroontje, en verraadt de bakker voor de beloning. De hertog wil hem en zijn vrouw ophangen, maar de hertogin steekt er een stokje voor omdat ze het kind alleen maar hadden gehouden omdat ze het lief vonden. De ooievaar wordt voor 25 jaar trouwe dienst onderscheiden en krijgt nog een laatste opdracht: hij haalde het kindje met het allerslechtste karakter en bracht het naar bakkersknecht Pieter.
Het meisje dat haar naam kwijt wasTom ontdekt een geheime deur in de muur die hem brengt naar een kamer waar een meisje met een haas schaak speelt. Het meisje is haar naam kwijt en moet doorgaan met schaakspelen tot iemand haar naam raadt. Tom probeert verschillende namen uit (hiervoor moet hij steeds het telefoonnummer 0000000 bellen en de naam inspreken), maar de goede naam zit er niet bij. Dan ontdekt Tom via een oud notitieblokje van zijn moeder  dat het meisje zijn verdwenen buurmeisje Tijntje is. Een heks had haar betoverd en haar naam afgepakt. Doordat Tom haar naam heeft teruggevonden is ze weer vrij. De haas wuift hen hartelijk uit.
De KikvorstEen verwend prinsesje wil een groen hoedje van kikkervellen maken. De kikkerkoning, de Kikvorst, staat dit niet toe en verandert haar hoofd in een kikkerkop. Ze schaamt zich dood en loopt weg, maar niemand wil haar werk geven. Uiteindelijk vindt ze werk in een buurland, ze moet de blinde prins voorlezen. De prins vindt het vreselijk dat hij niet kan zien, en hierop gaat de prinses naar de Kikvorst. Niet om hem te vragen haar terug te veranderen, maar om hem te vragen de prins te laten zien, al weet ze dat de prins zich dood zal schrikken. De prinses gaat terug en het blijkt dat hij inderdaad kan zien. Maar hij schrikt niet van de prinses, omdat de Kikvorst haar weer normaal heeft gemaakt, nu ze er blijk van heeft gegeven haar les te hebben geleerd en aan anderen te kunnen denken. De prins en prinses trouwen en terwijl in beide landen feest wordt gevierd, luisteren zij naar het gekwaak van duizenden kikkers in de paleisvijver.